# Cantone di Les Mureaux
Il Cantone di Les Mureaux è una divisione amministrativa dell'Arrondissement di Mantes-la-Jolie.
È stato istituito a seguito della riforma dei cantoni del 2014, che è entrata in vigore con le elezioni dipartimentali del 2015.

## Composizione
Comprende i comuni di:
- Chapet
- Ecquevilly
- Évecquemont
- Gaillon-sur-Montcient
- Hardricourt
- Meulan-en-Yvelines
- Mézy-sur-Seine
- Les Mureaux
- Tessancourt-sur-Aubette
- Vaux-sur-Seine